# Mataz Saleh
Mataz Saleh Abd Raboh, noto semplicemente come Mataz Saleh (in arabo معتز صالح عبد ربه‎?; 28 maggio 1996), è un calciatore omanita, centrocampista del Dhofar e della Nazionale omanita.

## Caratteristiche tecniche
È un mediano.

## Carriera

### Club
Ha giocato nella prima divisione omanita.

### Nazionale
Con la nazionale omanita ha preso parte alla Coppa d'Asia 2019 ed alla Coppa d'Asia 2023.